# 基普灣登陸戰
基普灣登陸戰（英語：Landing at Kip's Bay），是美國獨立戰爭期間英國發動的一場登陸戰，發生於1776年9月15日。
長島會戰後，大陸軍撤回曼哈頓島，但在撤離紐約市一事上仍然猶豫不決。至於英軍也沒有即時包圍大陸軍，以至延誤戰機。9月11日，英國與美國代表舉行斯塔滕島和議，但未有成果。翌日英軍開始部署攻打曼哈頓島，而喬治·華盛頓終於獲得其他將軍支持，陸續把軍隊撤退到曼哈頓島中部的哈林高地。
9月15日，英軍在曼哈頓島東面的基普灣登陸，駐守的康涅狄格州民兵潰散而逃。接著英軍兵分兩路，一路往南佔領紐約，另一路則往北追截美軍。以色列·普特南的部隊僥倖避過英軍，成功撤回哈林高地。英軍在同日佔領紐約市後，何奧下令軍隊休整，等待更多援軍登陸。不過一支英國偵察步兵卻在9月16日與美軍交火，並引發哈林高地戰役。

## 背景
1776年8月27日，大陸軍在長島會戰落敗，撤回曼哈頓島。由於曼哈頓島三面環水，擁有海軍優勢的英軍可輕易包圍大陸軍，再將其一舉消滅。
不過，英美雙方都沒有妥善掌握形勢。英軍在長島會戰後，一直沿著東河東岸緩緩前進；第一艘英軍軍艦更要到9月3日，才帶同登陸艦駛進東河，並到基普灣外停泊。北美英軍總司令威廉·何奧亦沒有下令即時登陸，反而請兄長理查德·何奧向大陸議會招手，要求再次召開和平談判。9月11日雙方召開斯塔滕島和議，但未有成果。不過在和會舉行前一日，何奧派出更多軍艦進入東河，並佔據了孟崔瑟島。
至於美國方面，大陸軍在長島落敗之後，喬治·華盛頓已經發現紐約市難以防守，而且軍隊脫逃情況嚴重。然而大陸軍的軍官，卻在撤離紐約一事上猶豫不決。華盛頓希望先獲得大陸議會准許撤退，然後把紐約市徹底焚毀；部分將軍則主張死守紐約，等待英軍正面進攻，以重演邦克山戰役的戰果。病癒的彌敦內爾·格連在9月5日復職後，催促華盛頓召開軍事會議表決，但會上大多數軍官仍然決議死守；大陸會議也回覆華盛頓，禁止他破壞紐約。不過，當更多英軍軍艦在9月10日進入東河時，大陸軍的軍官態度開始逆轉。在格連推動之下，大陸軍在12日決議即時撤出紐約，優先把傷兵及補給送到哈林高地，並由以色列·普特南的4,000人殿後。14日華盛頓也接獲大陸議會指示，准許他放棄紐約。至於基普灣則由威廉·道格拉斯上校的1,500名康涅狄格民兵防守。不過這批民兵飽受疾病及饑餓所苦，只有少於500人有能力作戰，而且裝備甚差。
與此同時，英軍的軍事會議也達成了進攻共識。起初，亨利·克林頓主張派軍艦進入東河及哈林河，然後登陸佔據英皇橋（King's Bridge）。哈林河隔開了曼哈頓島與大陸，而英皇橋則是曼哈頓島通往大陸的唯一陸上通道。英軍只要控制這兩處要地，便可包圍大陸軍。不過，與會的海軍軍官卻大力反對，指東河與哈林河的交匯處水流過激，素有「地獄大門」之稱，並不適宜船艦通行。至於哈德遜河兩岸，又有華盛頓堡及憲法堡看守。何奧最終決定在基普灣登陸，然後兵分兩路，一路向南攻取紐約，另一路則向北攻打哈林高地。

## 英軍登陸與美軍撤退
9月15日凌晨，英軍派出5艘護衛艦進入東河，並在基普灣離岸約200碼下錨；另外數艘軍艦則到哈德遜河分散美軍注意力。日出後，駐守的康涅狄格民兵看到英國軍艦近在眼前，只能躲藏在工事之後；至於華盛頓則集中兵力於曼哈頓島北面。上午10時，何奧指令克林頓的先鋒5,000人划船登陸，然後下令所有軍艦向岸上開火。英軍軍艦向基普灣狂轟濫炸近一小時，使灘頭濃煙密佈。英軍小艇搶灘後，炮聲戛然而止，灘頭的康涅狄格民兵早已不敵聲勢，向後潰散。
當華盛頓在哈林高地聽到南面的炮聲時，他親自騎馬趕往現場視察，然而迎面以來的卻是康涅狄格的逃兵。憤怒的華盛頓下令民兵返回崗位，但無人從命。當數十名黑森僱傭兵先鋒開始迫近時，塞繆爾·帞森斯准將的2,000名康涅狄格民兵抵達增援。雖然美軍人數佔有絕對優勢，但這支2,000人部隊仍即時向後潰逃。怒火中燒的華盛頓一度失去理智，馳馬衝到黑森傭兵陣列前100碼內，喝令民兵重組，最後要由兩名副官強行束馬帶走。
下午時分，英軍已有近13,000人登陸，並向紐約市進逼。殿後的普特南知道情況危急，下令軍隊丟棄所有輜重，以急行軍趕回哈林高地。普特南起初打算沿東河河岸前進，但被阿龍·伯爾說服，而改行哈德遜河河岸。這使整支部隊僥倖避過英軍，只有最後離開的士兵曾與英軍短暫駁火。亨利·諾克斯在最後關頭才離開紐約，並在危急之下徵用了一艘船隻，沿哈德遜河逃到北面。當普特南與諾克斯抵達哈林高地時，他們獲得華盛頓及軍隊歡呼迎接。眾人以為普特南等已經兵敗被俘。

## 後續影響
基普灣登陸戰後，英軍佔領紐約市，並獲得市內的效忠派熱烈歡迎。當日何奧決定暫時停止追擊，等待更多援軍。翌日（9月16日）一支英軍向北偵察時與美軍交火，引發哈林高地戰役。